# والاس صموئيل غورلي
والاس صموئيل غورلي هو محامي وقاضي وسياسي أمريكي، ولد في 4 أغسطس 1904 في ويلسفيل في الولايات المتحدة، وتوفي في 23 سبتمبر 1976. انتخب عضو مجلس ولاية بنسيلفانيا ‏.